# Bahnhof Niš

Der Bahnhof Niš ist ein Knotenbahnhof in Niš, Serbien. Von Niš aus verlaufen Bahnstrecken nach Nordmazedonien, Griechenland, Bulgarien und nach Kosovo.

## Geschichte
Im Zuge des Berliner Kongresses von 1878 ging es darum, die politischen Probleme auf dem Balkan infolge der Balkankrise nach dem Russisch-Osmanischen Krieg zu lösen. Das Fürstentum Serbien erhielt im Ergebnis seine volle Unabhängigkeit vom Osmanischen Reich. Zu den Festlegungen des Berliner Kongresses zählte auch die weitere Entwicklung des Eisenbahnbaus auf dem Balkan. Zwar hatte das Osmanische Reich bereits 1869 der Chemins de fer Orientaux die Konzession für den Bau einer Bahnstrecke von Konstantinopel über Sofia und Niš bis nach Dobrljin an der Grenze zu Österreich-Ungarn erteilt, bedingt durch Kriege, Unruhen und den Staatsbankrott des Osmanischen Reichs 1875 war 1878 von Konstantinopel ausgehend lediglich ein Endpunkt im heute bulgarischen Belovo, westlich von Plovdiv, erreicht worden. Der Berliner Kongress beschloss den Weiterbau der Bahnverbindung von Istanbul nach Wien und setzte zu diesem Zweck ein gesondertes Komitee ein. Diese Conférence à Quatre, bestehend aus Vertretern von Österreich-Ungarn, Serbien, Bulgarien und des Osmanischen Reiches erhielt die Auflage, die durchgehende Verbindung innerhalb von drei Jahren fertigzustellen.
Serbien war damit zum Bau folgender Bahnstrecken verpflichtet:
- Bahnstrecke Belgrad–Niš
- Bahnstrecke Niš–Dimitrovgrad
- Niš–Vranja
- Vranja–Ristovac

1881 wurde ein Vertrag zwischen Serbien und der französischen Bau- und Betriebsgesellschaft „Union générale“ geschlossen, welcher die Gründung einer Aktiengesellschaft namens „Compagnie de Construction et Exploitation des Chemins de fer de l’Etat Serbe“ vorsah. Doch Anfang des Jahres 1882 musste diese Konkurs anmelden. Daraufhin gründeten die österreichische Länderbank und das „Comptoir d’Escompte“ in Paris eine neue Gesellschaft, deren Name mit der untergegangenen Gesellschaft ungefähr ident war. 1884 konnte die Bahnstrecke Beograd – Niš eröffnet werden und Niš erhielt erstmals einen Anschluss an das Schienennetz. Drei Jahre später wurde die Bahnstrecke Niš – Dimitrovgrad eröffnet.
Die Bahnstrecke Crveni Krst–Prahovo Pristanište wurde ab den 1890er Jahren projektiert und in zwei Abschnitten eröffnet. 1914 wurde der Abschnitt von Knjaževac über Zaječar nach Prahovo eröffnet, acht Jahre später wurde 1922 der noch fehlende Abschnitt Crveni Krst – Knjaževac eröffnet.

## Aufbau
Der Bahnhof besitzt sechs durchgehende Hauptgleise. Technisch ist der Bahnhof in einem sehr veralteten Zustand.

## Betrieb
Niš ist verkehrstechnisch gesehen einer der größten serbischen Bahnhöfe. Aktuell erreicht kein Schnellzug oder ein Regionalexpress Niš. Von diesem Bahnhof gibt es folgendes Angebot:

### Bahnstrecke Belgrad–Niš
Es verkehren täglich fünf Züge von Beograd Centar – Niš, wovon vier bereits in Zemun beginnen. Diese Züge verkehren täglich. Ein sechster Zug verkehrt abends nach Lapovo und fährt am nächsten Morgen bereits um 02:52 weiter Richtung Niš, wo er dann um 06:36 in Niš ankommt. Dieser Zug verkehrt bis Lapovo nicht samstags und ab Lapovo nicht sonntags. In die Gegenrichtung gilt es analog.

### Bahnstrecke Niš–Dimitrovgrad
Auf der Bahnstrecke Niš–Dimitrovgrad ist seit November 2023 wegen umfassender Sanierungsarbeiten der Personenverkehr eingestellt. Der Optima Express von Villach Hauptbahnhof (Terminal 2) – Edirne kann jedoch fahren. Das Gleiche gilt für den Güterverkehr. Für diese Verkehre gibt es alle 36 Stunden ein Fenster, wo die Bauarbeiten unterbrochen werden und diese Züge durchgelassen werden.

### Bahnstrecke Niš-Leskovac – Presevo/Merdare
Die Bahnstrecke nach Presevo ist seit 2021 wegen umfassender Sanierungsarbeiten außer Betrieb. Ab 1. September ist die Wiederaufnahme des Personenverkehrs bis Leskovac geplant. Die Züge sollten nördlich von Niš bereits in Aleksinac (in Tagesrandlage ist ein Zugpaar von/nach Stalać geplant). Wann der Abschnitt Leskovac – Presevo wieder eröffnet wird, ist noch ungewiss. Das Gleiche gilt für den Abschnitt Leskovac – Merdare.
Der Verkehr von Merdare soll auch nach Abschluss der Bauarbeiten zwischen Niš und Merdare nicht wieder aufgenommen werden.

### Bahnstrecke Crveni Krst–Prahovo Pristanište
Auf der Bahnstrecke Crveni Krst–Prahovo Pristanište wird der Abschnitt Niš – Zajecar täglich zweimal befahren. Ebenso verkehrt täglich zweimal ein Zug von Zaječar-Parhovo Pristanište. Mittags verkehrt ein dritter Zug an Werktagen außer Sonntagen und serbischen Feiertagen von Zaječar nach Negotin.